# Johann Blümel
Johann Blümel (* 6. August 1890 in Graz, Steiermark; † 18. Januar 1959 in Voitsberg, Steiermark) war ein österreichischer Politiker (SPÖ).

## Leben
Johann Blümel besuchte die Volksschule und eine Fachschule und musste bereits im Alter von 13 Jahren als Industriearbeiter seinen Lebensunterhalt verdienen. Nachdem er zunächst als Maschinengehilfe in einer Papierfabrik gearbeitet hatte, fand er 1919 Arbeit im Bergbau. 1925 wurde er Jugend- und Fürsorgeamtsleiter.
Politisch engagierte sich Blümel bereits seit seinem 18. Lebensjahr, als er 1908 in die SdP eintrat, dem Vorläufer der heutigen Sozialdemokratischen Partei Österreichs (SPÖ). Blümel engagierte sich auch gewerkschaftlich, war in seinem Unternehmen Betriebsrat und später Gewerkschaftshauptvertrauensmann.
1924 wurde Blümel zum Vizebürgermeister von Voitsberg gewählt; er blieb es bis 1934. Danach zog er sich zunächst ins Privatleben zurück, und arbeitete als Landwirt. Während der Zeit des Nationalsozialismus kam Blümel 1944 kurzzeitig in Gefangenschaft, kam jedoch rasch wieder frei.
1945, unmittelbar nach Ende des Krieges, übernahm Blümel die Amtsgeschäfte als Bürgermeister von Voitsberg. Im Dezember desselben Jahres zog er für die SPÖ als Abgeordneter in den Nationalrat in Wien ein, dem er bis November 1949 angehören sollte.
Johann Blümel blieb jedoch bis zu seinem Tod, im Januar 1959, Bürgermeister von Voitsberg. Er wurde 68 Jahre alt.